# Atlas (сімейство ракет-носіїв)

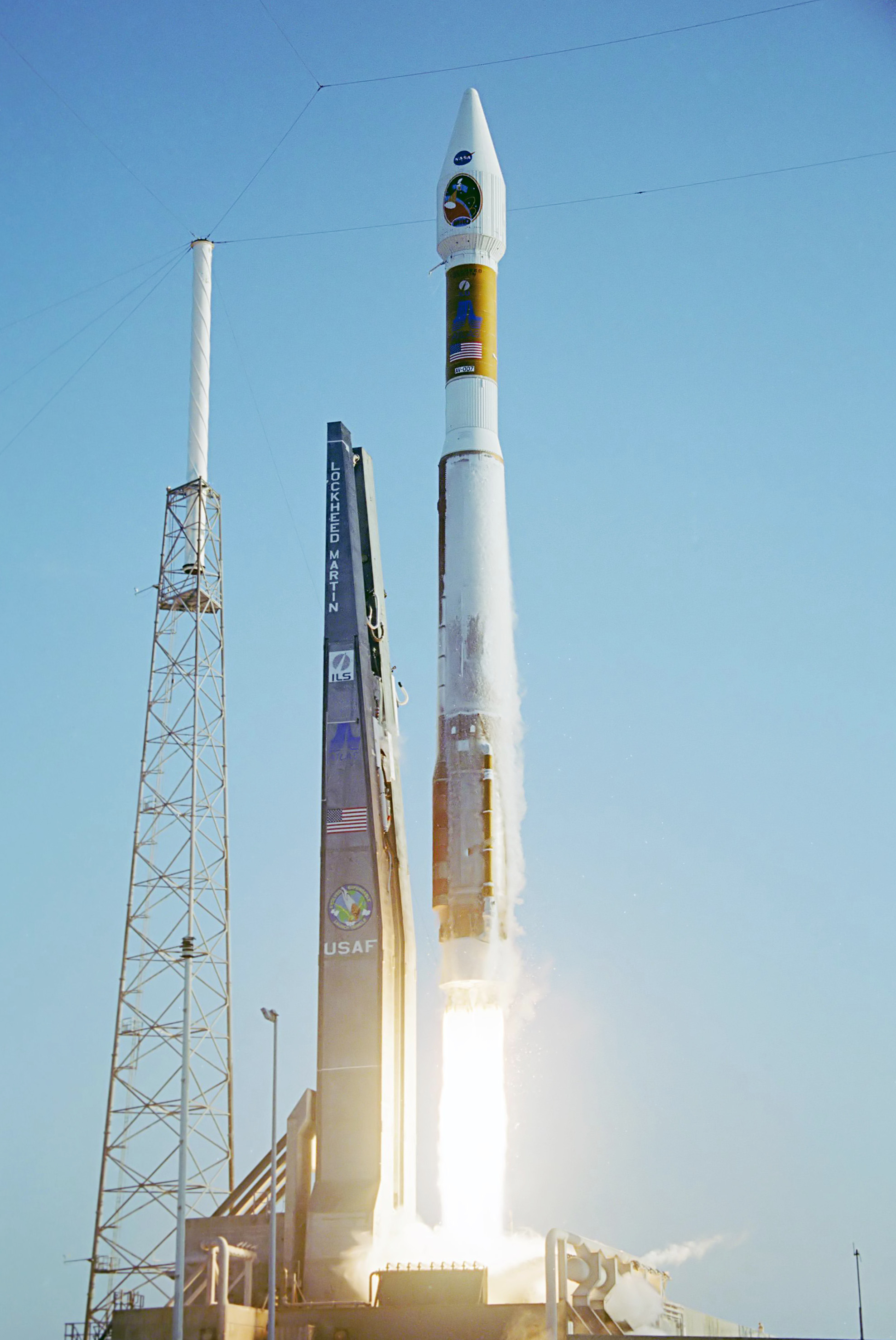
Старт Atlas V в 2005 році

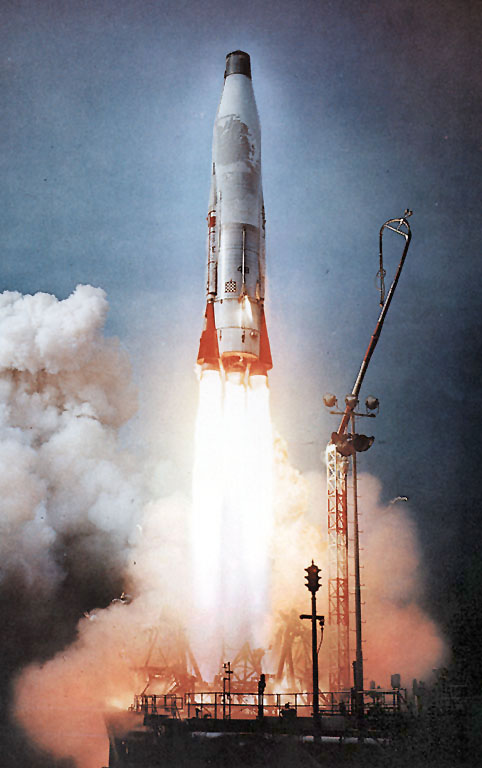
Старт міжконтинентальної балістичної ракети Atlas B

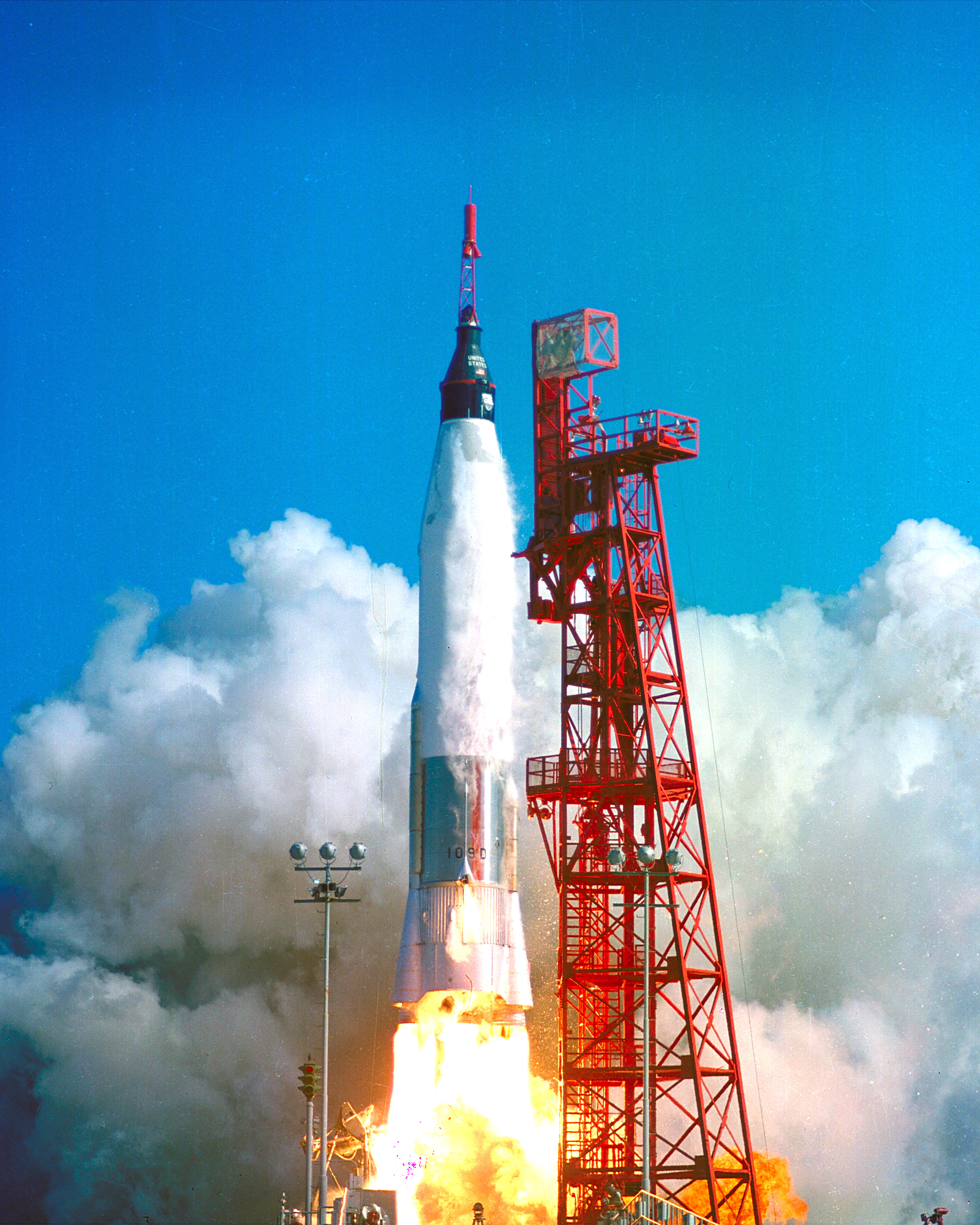
Запуск першого американського пілотованого орбітального корабля

«Атлас» — сімейство американських ракет-носіїв для запуску військових і комерційних корисних навантажень, розроблених на базі першої американської МБР «Атлас», що надійшла на озброєння США наприкінці 1950-х років. Спочатку проект був запропонований фірмою Convair, на бойове чергування МБР поставили, коли Convair належала General Dynamics.
Станом на 2014 права на всю серію «Атлас» належать Lockheed Martin.

## Історія
Перші ракети Атлас SM-65 почали встановлювати на бойове чергування у вересні 1959.
25 жовтня 1962, в розпал Карибської кризи ракети SM-65 Atlas були переведені в близьку до максимальної бойової готовності DEFCON-2.
Останній підрозділ було знято з бойового чергування 1965 і замінено на ракети Atlas II і Мінітмен
Усі зняті з бойового чергування ракети було збережено, вони використовувалися для запуску супутників і міжпланетних зондів.
20 лютого 1962 ракетою-носієм Атлас-Ді відбувся перший пілотований запуск на орбіту американського космонавта Джона Гленна.
1986, після катастрофи «Челленджера», в США протягом досить короткого часу відбулися аварії одноразових ракет-носіїв «Титан» і «Дельта», у зв'язку з дефіцитом ракет, що виник, з консервації була знята ракета «Атлас», виготовлена 1965, і успішно запущена після 21 року зберігання.
Різні конфігурації РН Atlas II стартували 63 рази у період з 1991 по 2004.
Atlas III була використана тільки в 6 запусках, між 2000 і 2005.
Станом на 2014 в експлуатації перебуває Атлас-5.
Ракети сімейства використовувалися в різних конфігураціях, зокрема, використовувалися різні другі ступені і розгінні блоки, такі, як «Центавр» і «Аджена».
Більше 300 запусків «Атласів» було здійснено з бази ВПС США на мисі Канаверал у Флориді і 285 з авіабази Ванденберг в Каліфорнії.

## Еволюція сімейства

### Міжконтинентальна балістична ракета
Третій за рахунком і перший успішний випробувальний пуск МБР SM-65 Atlas відбувся 17 грудня 1957. Всього було виготовлено близько 350-ти бойових ракет. Після виведення МБР «Атлас» з експлуатації, близько 200 з них були використані як космічні ракети-носії.
18 грудня 1958, «Atlas B» № 10B вперше було використано як космічну ракету-носій для запуску супутника в рамках проекту SCORE (англ. Project SCORE, Signal Communication by Orbiting Relay Equipment, передача сигналу через орбітальний ретранслятор), який вважається першим прототипом супутника зв'язку, і першим випробуванням супутника, створеного безпосередньо для практичного застосування. Наступного дня SCORE передав записане по радіо на магнітофон супутника Різдвяне послання президента Ейзенхауера.
В «Атласі» (до серії Атлас III включно) застосовувалися незвичні для того часу технології:
- несучі тонкостінні паливні баки з нержавіючої сталі з мінімальним використанням силового набору, при цьому стійкість і жорсткість баків, необхідні для польоту ракети забезпечувалася тиском газу наддуву. Це дозволило істотно заощадити на масі конструкцій, проте, вимагало особливого поводження з ракетою при виготовленні, обслуговуванні, транспортуванні та запуску — наддув баків азотом був необхідний навіть при незаправленій ракеті, щоб уникнути її руйнування під впливом власної маси.
- півтораступенева конфігурація, замість окремих ступенів. Всі три РРД на паливній парі рідкий кисень — гас запускалися на стартовому столі, при цьому два зовнішні двигуни (прискорювачі) вимикалися і скидалися на активній ділянці траєкторії на другій хвилині польоту, центральний (маршовий) двигун, паливні баки й інші елементи конструкції залишалися у складі ракети. Така схема збереглася до Атласу II включно.

### Програма Меркурій
РН «Атлас» використовувалися для здійснення пілотованих місій в рамках першої американської пілотованої космічної програми «Меркурій». Всього у 1962–1963 відбулося 4 пілотовані орбітальні польоти.

### Атлас-Аджена
Починаючи з 1960 на РН «Атлас» почав використовуватися верхній ступінь «Аджена» на самозаймистих компонентах палива. Військово-повітряні сили США, NRO і ЦРУ використовували цю зв'язку для запуску супутників радіоелектронної розвідки. NASA задіяло цей носій в програмі «Рейнджер» для отримання перших зображень поверхні Місяця з близької відстані і для запуску Марінера-2, першого американського космічного апарата, що долетів до іншої планети. Кожен супутник-мішень «Аджена» (англ. Agena target vehicle), використаний у місіях з відпрацювання зближення і стикування за програмою Джеміні, також запускався РН «Атлас».

### Атлас-Центавр
З 1963 у деяких «Атласах» почав використовуватися верхній ступінь «Центавр», з рідким воднем і киснем. За допомогою РН «Атлас-Центавр» НАСА були запущені автоматичні апарати для посадки на Місяць за програмою Сервеєр і більшість марсіанських «Марінерів».

### Атлас І/Еф (англ.Atlas E/F)
Балістичні ракети в модифікаціях Атлас І/Еф використовувалися для запуску в 1978–1985 супутників системи NAVSTAR в модифікації «Block I» (всього 11 запусків, 10 з них успішних). Останній запуск «Атласу» в оригінальній конфігурації відбувся 24 березня 1995 з бази Ванденберг — на орбіту був виведений метеорологічний супутник USA-109.
Atlas E — модифікація МБР SM-65 Atlas, що відрізнялася від Atlas F системою управління. Стояла на бойовому чергуванні з 1960 по 1966, після зняття з озброєння, МБР були перероблені і використовувалися понад 20 років, як космічні ракети-носії.

### Ракети-носії

#### Атлас-Вега
«Атлас-Вега» використовувала «Атлас» як перший ступінь і верхній ступінь на компонентах палива, що довго зберігаються.
Ця РН проектувалася НАСА на початку робіт з планетарних місій і польотів у далекий космос, до того, як стала доступна «Атлас-Центавр». Роботи над РН вже тривали, коли виявилося, що ЦРУ і ВВС розробляють практично ідентичний носій (Atlas-Hustler, пізніше названий Atlas-Agena) для секретної програми запуску розвідувальних супутників («CORONA»). Проект «Атлас-Вега», відповідно, був припинений.

#### Atlas-Able
Атлас-Ейбл (Atlas Able) — ракета-носій сімейства Атлас. Використовувалася для запуску зондів серії Піонер до Місяця. Жоден з чотирьох запусків не був успішним.

#### SLV-3 Atlas
Варіант ракети-носія з невеликим твердопаливним верхнім ступенем або без нього. З 1966 по 1967 відбулося 4 запуски.

#### Atlas-Agena
«Атлас-Аджена» була використана в 119-ти орбітальних пусках в період з 1960 по 1978. РН Atlas-Agena застосовувалася для виведення кількох супутників MIDAS (англ. Missile Defense Alarm System, система попередження ракетного нападу) в 1961–1963, семи КА Canyon в 1968–1977 і деяких супутників видової розвідки KH-7 (KH-7 Gambit) в період з 1963 по 1967.

#### Atlas-Centaur
Atlas-Centaur американська ракета космічного призначення, спроектована і побудована відділом General Dynamics Convair. Модифікація балістичної ракети SM-65 Atlas. Була використана в 61 орбітальному запуску в період з 1962 по 1983.

#### Atlas H
Одноступенева ракета-носій. З 1983 по 1987 відбулося 5 запусків.

#### Atlas G
З 1984 по 1989 відбулося 7 запусків.

### Сучасні «Атласи»

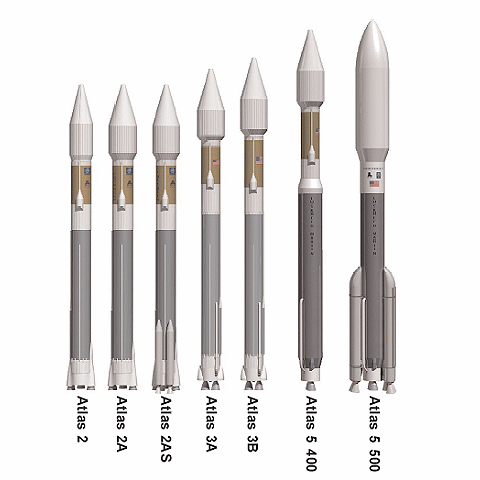
Сімейство РН Атлас EELV

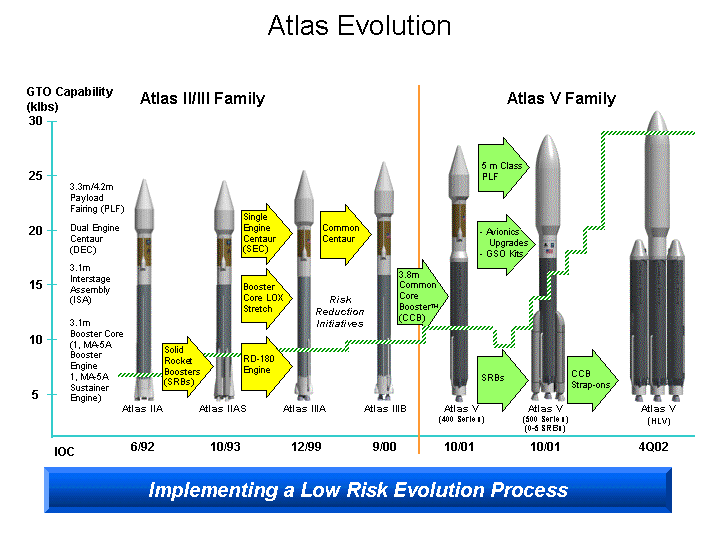
Еволюція РН Атлас

Серія «Atlas II» виконала 63 польоти з останнім запуском 31 серпня 2004. Вона вважається однією з найнадійніших ракет-носіїв у світі.
Новітня версія Атласу, Atlas V, від первинних Атласів залишила лише назву, оскільки не використовує практично жодних «фірмових» інженерних рішень Атласу. Вона не використовує «надувні» баки, скидувані РРД. Корпус блоку першого ступеня виготовлений з фрезованих панелей з «вафельною» структурою. Такі баки важчі, але з ним легше працювати при переміщенні і транспортуванні, це також усуває необхідність у постійній підтримці надлишкового тиску.
Atlas III і Atlas V використовували ракетні двигуни РД-180, розроблені і виготовлені на російському заводі НВО Енергомаш, але їхнє використання було припинено після анексії Криму і почато пошук заміни.

##### Atlas II
У травні 1988, Військово-повітряні сили США обрали компанію General Dynamics (зараз належить Lockheed Martin) розробником Atlas II. 7 грудня 1991, в першому запуску, «Atlas II» вивів на цільову геостаціонарну орбіту супутник Eutelsat.

###### Atlas IIA
Модифікація Atlas II, що має довший на 2,7 м прискорювач з поліпшеним двигуном. Розгінний блок Центавр-2 довший на 0,9 м порівняно з Центавром-1. З 1992 по 2002 відбулося 23 запуски.

###### Atlas IIAS
Atlas IIA, що має 4 твердопаливні прискорювачі Castor 4A, що встановлюються на РН за «пакетною» схемою. З 1993 по 2004 відбулося 30 запусків.

#### Atlas III
Atlas III використовувався в 2000–2005. Перший член сімейства, сконструйований за «тандемною» схемою розділення ступенів. Двоступенева РН складалася з довшого (за рахунок бака окислювача) першого ступеня, з використанням одного російського РРД РД-180 і верхнього кріогенного ступеня «Центавр» з одним або двома двигунами RL10A.

##### Atlas IIIA
У Atlas IIIA використана 2-й ступінь «Центавр» в конфігурації SEC з одним двигуном PWR RL10A, що дозволяє виводити корисне навантаження масою до 8640 кг на НГО і до 4055 кг на ГПО.

##### Atlas IIIB
У Atlas IIIB використано 2-й ступінь «Центавра» у дводвигуновій конфігурації Common Centaur — подовженій на 1,7 метра (до 11,68 м) версії розгінного блоку (порівняно з Atlas II) з РРД PWR RL10A. РН з таким верхнім ступенем дозволяє виводити корисне навантаження масою до 10 218 кг на низьку навколоземну орбіту і до 4500 кг на геоперехідну орбіту, завдяки наявності другого двигуна зросла надійність під час роботи.

#### Atlas V
Atlas V був розроблений в Денвері компанією ULA, спільним підприємством Локхід Мартін і Боїнг. Виробництво РН планується перенести в Декейтер, шт. Алабама. Перший запуск з використанням «Атласу 5-ї серії» відбувся 21 серпня 2002.

##### Atlas V Heavy
Американська ракета-носій. Надважка версія носія Atlas V з трьома паралельними стартовими прискорювачами 3,8 м в діаметрі, і встановленим розгінним блоком Центавр, який може бути опціонально одномоторним (SEC) або двомоторним (DEC), і встановлюватися під 5 метровий обтікач КВ. Станом на 2004 не було розпочато будівництво стартових комплексів Atlas V на мисі Канаверал або базі Ванденберг.